# Carly Telford
Carly Mitchell Telford  (née le 7 juillet 1987) est une joueuse de football anglaise. Elle joue pour l'équipe d'Angleterre de football féminin au poste de gardienne de but.

## Palmarès

### Récompenses individuelles
- Membre de l'équipe type de WSL en 2014-15.